# Rathaus Teupitz

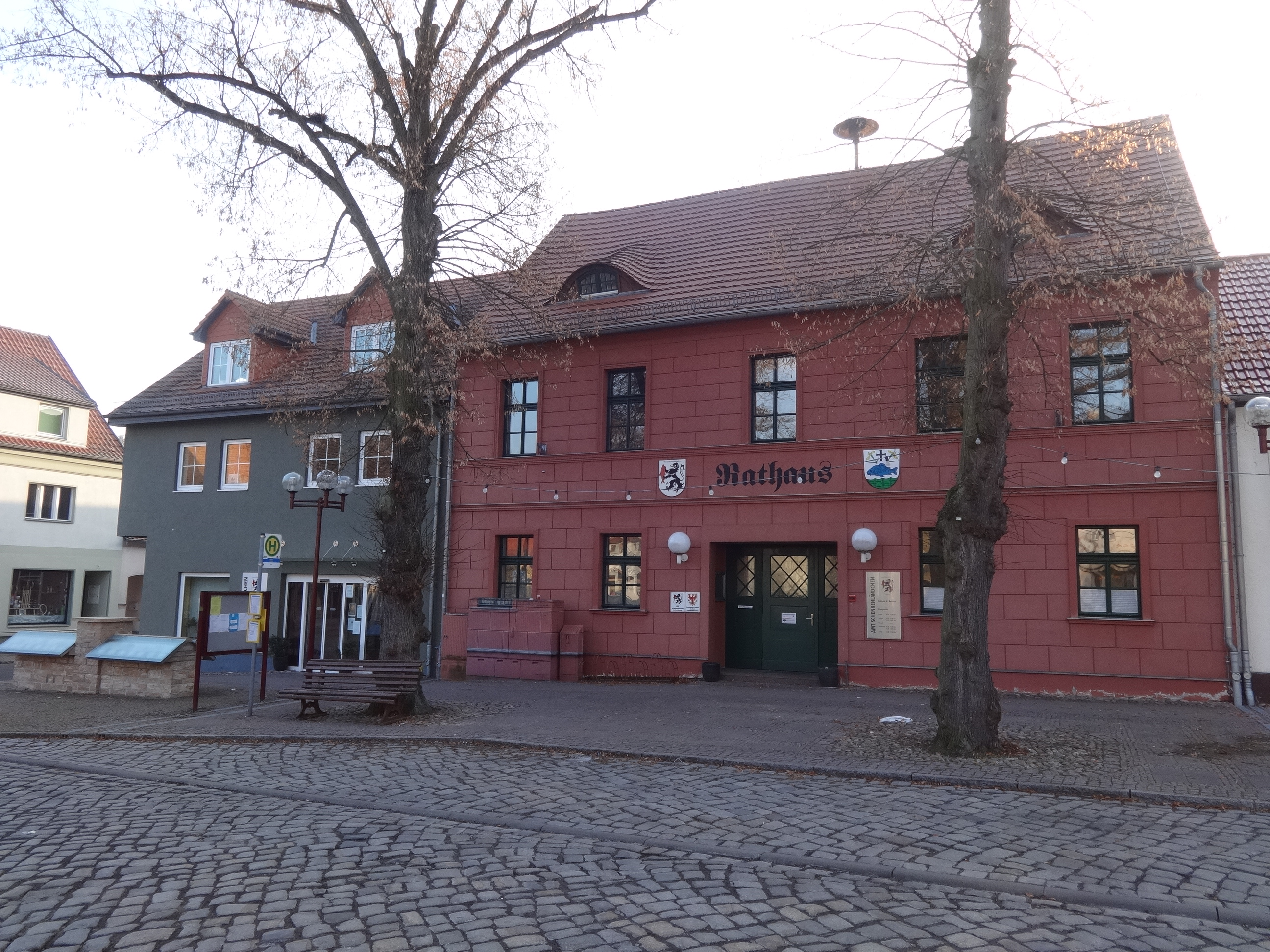
Rathaus in Teupitz

Das Rathaus Teupitz ist ein denkmalgeschütztes Gebäude und Sitz der Stadtverwaltung von Teupitz im Landkreis Dahme-Spreewald in Brandenburg. Es ist auch gleichzeitig Sitz des Amtes Schenkenländchen.

## Lage
Das Bauwerk mit der Adresse Markt 9 steht im Zentrum der Stadt an der Straßenkreuzung Markt/Poststraße. Vor dem Eingang steht eine Installation, das Teupitzer Bilderbuch: Auf individuell gestalteten Kacheln ist die Geschichte der Stadt dargestellt. Auf der gegenüberliegenden Straßenseite steht das Kaiser Wilhelm- und Kriegerdenkmal.

## Geschichte
Die Region befand sich viele Jahrhunderte im Einflussbereich der Familie Schenk von Landsberg, die auf dem Schloss Teupitz nur wenige Meter vom Marktplatz entfernt wohnte. Sie bestimmte die Geschicke der Stadt und hielt beispielsweise auch das Kirchenpatronat inne. Mit einem Verkauf der Ländereien an Friedrich Wilhelm I. im Jahr 1717 änderten sich die Besitzverhältnisse, doch es sollte noch über 100 Jahre dauern, bis die Bürger der Stadt ein eigenes Rathaus errichteten.
Im Zuge der Preußischen Reformen wurde 1808 das Ideal der Selbstverwaltung eingeführt. Der Einfluss des bis dato herrschenden königlichen Amtmanns ging zurück und die Kommune sollte sich fortan selbst verwalten. 1830 errichteten daher Handwerker für 2000 Taler einen Neubau am Marktplatz. Es beinhaltete Büros und Diensträume für den Bürgermeister, den Polizeidiener sowie das Polizeigefängnis. Ein Spender stiftete einen Eichentisch mit zehn Stühlen, der im neuen Sitzungssaal aufgestellt wurde. Als erster Bürgermeister zog Carl Wilhelm Gottgetreu ein und lenkte bis 1856 die Geschicke der Stadt. 1899 spendete ein weiterer Bürger 2000 Mark, mit dem die Stadt an der nördlichen Hauswand ein Armenhaus anbauen ließ. 1910 baute der Architekt Paul Sagert, der auch das Ensemble in der Lindenstraße errichtete, das Gebäude um. Nach der Wende konnte die Stadt das Bauwerk im Jahr 1998 mit Hilfe von Fördermitteln in Höhe von rund 880.000 DM modernisieren und erweitern. Der Sitzungssaal wird im 21. Jahrhundert unter anderem als Standesamt genutzt.

## Architektur
Das Gebäude besitzt einen rechteckigen Grundriss und ist zwei Stockwerke hoch. Die Fassade ist zur Straßenseite streng symmetrisch gegliedert. Im Erdgeschoss ist ein mittig angebrachtes, rechteckiges Portal, daneben jeweils zwei rechteckige Fenster. Oberhalb befinden sich fünf Fenster, die achssymmetrisch zum ersten Stockwerk eingebaut wurden. Zwischen beiden Geschossen ist je ein Gesims mit einem mittig angebrachten Schriftzug Rathaus angebracht. Es wird vom Wappen des Amtes Schenkenländchen auf der linken Seite und dem Wappen der Stadt Teupitz auf der rechten Seite umrahmt. Im schlichten Satteldach sind zwei Fledermausgauben. Die gesamte Fassade ist mit einem dunkelroten Quaderputz gegliedert. Der Anbau ist kleiner und eingezogen, deutlich schlichter gestaltet und dunkel verputzt. Über eine Schiebetür im Erdgeschoss gelangt der Besucher in einen öffentlich zugänglichen Bereich mit einem Bürgerbüro. Im oberen Geschoss sind je zwei paarweise angeordnete, deutlich kleinere Fenster; im Satteldach zwei Dachgauben.